# Argyroploce phyllodes
Argyroploce phyllodes is een vlinder uit de familie van de bladrollers (Tortricidae). De wetenschappelijke naam van de soort is voor het eerst geldig gepubliceerd in 1899 door Lower.